# Saimiri oerstedii
Sapajou à dos rouge, Saïmiri à dos roux, Saïmiri d'Amérique centrale
 (juin 2011).
Si vous disposez d'ouvrages ou d'articles de référence ou si vous connaissez des sites web de qualité traitant du thème abordé ici, merci de compléter l'article en donnant les références utiles à sa vérifiabilité et en les liant à la section « Notes et références ».
Espèce
Statut de conservation UICN

 VU B1ab(ii,iii) : Vulnérable
Statut CITES
Saimiri oerstedii est une espèce de primates de la famille des Cebidae, appelé Sapajou à dos rouge, Singe-écureuil à dos rouge, Saïmiri à dos roux  ou encore  Saïmiri d'Amérique centrale.

## Distribution
le Saïmiri d'Amérique centrale est présent sur la côte pacifique du Costa Rica et du Panamá, dans une aire géographique historique extrêmement restreinte (8 000 km2). Le delta des Ríos Sierpe-Terraba constitue la limite entre les deux sous-espèces. Certains pensent que cette espèce a été introduite par l’homme dans cette région du monde car elle est séparée par plus de 600 km de la plus proche espèce de saïmiri sud-américain. Cette introduction récente, antérieure à la colonisation hispanique, serait le fait d’Amérindien du Pérou ou de l’Équateur ayant amené avec eux des saïmiris de l'Équateur (S. sciureus macrodon). D’autres scientifiques, sur la base de travaux génétiques et morphologiques, pensent, au contraire, que cette dispersion a eu lieu de façon naturelle au gré des fluctuations climatiques du pléistocène, il y a au moins 500 000 ans.

## Sous-espèces
Deux sous-espèces sont reconnues :
- Saïmiri d’Amérique centrale à couronne grise (Saimiri oerstedii citrinellus) : Côte pacifique entre 0 et 400 m d’altitude, approximativement à l’ouest jusqu’au Río Tulín et le Cerro Herradura (9°40’N et 84°35’O), à l’est jusqu’au Río Grande de Terraba (8°25’N et 84°25’O). Le cœur de la répartition est située entre le Río Parrita à l’ouest et le Río Naranjo à l’est.
- Saïmiri d’Amérique centrale à couronne noire (Saimiri oerstedii oerstedii) : Extrême sud-est du Costa Rica (est du Río Grande Terraba et péninsule d’Osa) et extrême sud-ouest du Panamá (à l’ouest depuis la région de Coto à la frontière costaricienne et la péninsule de Burica, à l’est jusqu’à l’embouchure du Río Fonseca et l’archipel du golfe de Chiriquí), sur la côte pacifique.

Saïmiri à dos roux (S. o. oerstedii), Saïmiri du Costa Rica (S. o. citrinellus). Central american squirrel monkey. Red-backed american squirrel monkey (S. o. oerstedii), black-crowned american squirrel monkey (S. o. citrinellus). Mono ardilla, tití, barizo dorsirojo (Costa Rica). S’écrirait oerstedti d’après Groves.

## Habitat
Forêt secondaire intermédiaire et mature. Plus rarement forêt primaire et mangrove. Zones cultivées, comme les plantations de goyaviers.

## Sympathie et association
Souvent en compagnie du Capucin à face blanche (Cebus (Cebus) capucinus). Il est suivi par de nombreuses espèces d’oiseaux qui profitent des proies dérangées par ce singe, notamment le Tangara à tête grise (Eucometis penicillata), le Grimpar à ailes rousses (Dendrocincla anabatina), le Milan bidenté (Harpagus bidentatus) mais aussi le Grimpar barré (Dendrocolaptes certhia), le Motmot houtouc (Momotus momota), le Tamatia de Lafresnaye (Malacoptila panamensis), le Trogon aurore (Trogon rufus), la Buse blanche (Leucopternis albicollis), la Buse semiplombée (Leucopternis semiplumbea), la Buse à gros bec (Buteo magnirostris) et le Faucon des chauves-souris (Falco rufigularis).

## Description
Dos doré orangé. Dessous orange pâle. Membres orangés chez S. o. oerstedii, bras orangés et jambes chamois ou gris agouti chez S. o. citrinellus. Pieds et mains doré orangé. Queue olivacée puis noire. Gorge, côté du cou et menton blancs. Oreilles touffues. Tache préauriculaire noirâtre chez S. o. oerstedii, chamois ou gris agouti chez S. o. citrinellus. Couronne et joues noirâtres chez les deux sexes pour S. o. oerstedii, noirâtres chez la femelle et gris agouti chez le mâle pour S. o. citrinellus. L’arche au-dessus des yeux est de type Gothique (en pointe) comme chez le Saïmiri commun.

## Mensurations
Mâle : Corps 31 cm. Queue de 36 à 40 cm. Poids de 0,55 à 1,135 kg. Femelle : Corps 28,5 cm. Queue 36 à 40 cm. Poids de 0,365 à 0,75 kg. Cerveau : 25,7 g. Les canines sont plus longues chez le mâle (3,9 mm) que chez la femelle (2,7 mm). Caryotype : 2n = 44.

## Domaine
Vit aujourd’hui sur des domaines peu étendus. Un groupe de 23 membres étudié au Panamá occupait un domaine alimentaire de 17 ha, avec une aire exclusive de 1,8 ha. Un autre groupe de 27 individus évoluait dans les marais côtiers sur un domaine de 20 à 40 ha. Dans le PN de Manuel Antonio et alentour, le domaine s’étend sur 35 à 63 ha (voire seulement 27 ha) avec un chevauchement nul ou parfois de 25 à 50 %. Plus souvent, on ne rencontre plus que de petits groupes non viables d’une dizaine d’éléments survivant dans des bois isolés de 1 à 2 ha. Dans les zones non dégradées, le territoire annuel de l’espèce pourrait dépasser 2 km2.

## Densité
Au maximum 130/km². 86/km² (péninsule d’Osa). 31/km² ou 66/km² (PN de Manuel Antonio).

## Locomotion
Quadrupède. Sauteur. Ses bonds horizontaux dépassent rarement les 2 m de long.

## Comportements basiques
Diurne. Arboricole.

## Activités
Se montre le plus actif le matin et en fin d’après-midi, se déplaçant tantôt avec bruit tantôt dans le plus grand silence, seule la chute des feuilles témoignant alors de son passage. Il voyage et se nourrit exclusivement sur les petites branches de 1 à 2 cm de diamètre, dans la strate moyenne essentiellement. Il doit se déplacer plus vite et se reposer moins longtemps lorsque la nourriture se fait rare. Les femelles adultes influencent largement le choix des trajets empruntés. Il parcourt chaque jour 2,6 à 3,3 km. À la tombée du jour, tous les membres grimpent à la cime d’un émergeant pour s’y endormir pelotonnés, cet arbre géant servant plusieurs nuits de suite.

## Alimentation
Frugivore-insectivore. Consomme des végétaux (baies, noix, fleurs, bourgeons, feuilles, graines, gomme, nectar - des héliconias, notamment), des invertébrés (insectes tels que mouches, chenilles et papillons, araignées, escargots, limaces, crabes terrestres) à hauteur de 20 % de son régime, des petits vertébrés (lézards, rainettes, chiroptères) et visite parfois les plantations (bananes, fruits des palmiers à huile, jamboses, fruits de la passion, fruits des ingás). Les grosses chenilles sont débarrassées de leurs poils urticants, de la tête et des organes internes avant d’être consommées. Les membres entrent en compétition pour les insectes mais pas pour les fruits. S’attaque aux chauves-souris à tente communes (Uroderma bilobatum) et aux artibées glauques (Artibeus glaucus watsoni) : les premières se cachent sous de larges feuilles de bananiers qu’elles ont mordues pour les faire plier et former abri, les secondes sous les feuilles non moins larges de l’anthurium Anthurium ravenii. Celles qui ne réussissent pas à s’extirper de leur torpeur assez rapidement ou qui tombent au sol finissent sous les crocs des singes.
Dans le PN de Manuel Antonio, le Saïmiri d’Amérique centrale à couronne grise (S. o. citrinellus) consomme 33 espèces de plantes dont 28 pour leurs fruits et 5 pour leur nectar. Ces plantes sont : l’omniprésent manglier blanc cerillo (Symphonia globulifera), le mombin jaune (Spondias mombin), le cajou (Anacardium excelsum), le bananier (Musa acuminata), le goyavier (Psidium guajaba), le « chêne » de la savane (Tabebuia rosea) aux belles fleurs roses, le sapotier garrocho (Quararibea asterolepis), le balsa (Ochroma lagopus), le « ramboutan » de montagne (Talisia nervosa), le jambosier (Eugenia jambos), les eugénias guayabón (Eugenia sp.), les heliconias (Heliconia spp.), les ingás (Inga multijuga et Inga spectabilis), le « goyavier du singe » (Posoqueria latifolia), la « langue de vache » (Miconia argentea), la Santa María (Miconia schlimii), le bois-trompette (Cecropia insignis), les figuiers (Ficus insipida et Ficus retusa), le quieura (Pseudolmedia spuria) dont les fruits rouges à maturité sont extrêmement convoités par les singes et les oiseaux, le canfín (Trichilia propincua), le naranjillo (Swartzia simplex), le nance (Byrsonima crassifolia), le mamoncillo (Meliccoca bijuga), le cafecillo (Faramea occidentalis), le bejuco (Magfadyena unguis-cati, Clitoria javitensis et Mendoncia retusa), le capulín (Muntigia calabura), le yayo (Xylopia sericophylla) et Guettarda sp.
Important pollinisateur de la grenadille Passiflora adenopoda appelée localement comida de culebra.

## Taille du groupe
De 40 à 70 (10 à 35 le plus souvent). 32 (de 15 à 80), moyenne sur 45 fragments forestiers. Jamais aussi nombreux que les rassemblements amazoniens.

## Structure sociale et système de reproduction
Groupe multimâle-multifemelle. Polygamie. Sex-ratio : 3. Dans les groupes de citrinellus, on a compté en moyenne 35 % de femelles adultes, 12 % de mâles adultes, 25 % de jeunes et 27 % d’enfants.

## Hiérarchie
Évolue dans un contexte non agressif et égalitaire.

## Dispersion
La femelle émigre vers 2 ans. Les mâles restent le plus souvent dans leur clan natal (philopatrie), formant ainsi des patrilignées dont le but est de régner sur un bon territoire accueillant et protégeant de nombreuses femelles évoluant de façon autonomes (elles ne coopèrent pas les unes avec les autres).

## Reproduction
Les mâles examinent ensemble les femelles lorsqu’elles sont en chaleur, sans exclusive. Le mâle ayant le plus grossi avant la période des amours monopolise une grande partie des accouplements. Mais comme tous les mâles sont apparentés, le grand succès reproductif du mâle alpha contribue à la perpétuation des gènes des subordonnés. Ce système patrilinéaire atténue les pressions de la sélection sexuelle qui conduisent au dimorphisme sexuel chez d’autres espèces, si bien que les mâles sont à peine plus grands que les femelles.
Les singes diminuent leurs trajets quotidiens dès que les femelles ont mis bas. Diverses stratégies sont mises au point pour répondre à un taux élevé de prédation. D’une part, le synchronisme des naissances, étalées sur seulement une semaine (!). D’autre part, la femelle met bas chaque année (contre une fois tous les deux ans chez le Saïmiri commun). Enfin, le jeune est sevré vers l’âge de 6 mois, bien plus tôt que le jeune Saïmiri commun. Gestation de 152 à 172 jours. Un seul petit naît, entre février et avril, à la saison d’abondance.

## Développement
Indépendance à 1 an. Maturité sexuelle : 3 ans (F) et 5 ans (M).

## Communication orale
Quatre types principaux de vocalisation. Un appel court et doux (smooth chuck des Anglo-Saxons), une variante du précédent émise tête penchée (bent mask chuck), un piaulement et un gazouillis d’oiseau. 60 % des vocalisations produites sont l’un des quatre sous-types de smooth chuck.

## Prédateurs
Jaguar, eyra, coati, Sarigue à oreilles noires (Didelphis marsupialis), Capucin à face blanche (Cebus capucinus). Rapaces, tels le Carnifex à collier (Micrastur semitorquatus) et la Harpie huppée (Morphnus guianensis). Serpents, tels le Boa constricteur (Boa constrictor emperator) et le fer-de-lance (Bothrops asper).

## Menaces
Parmi les primates néotropicaux les plus menacés. Déforestation : débitage du bois, agriculture, pollution (pesticides), destruction des mangroves pour le tourisme. Les biologistes s’inquiètent du stress provoqué par les touristes indisciplinés qui jettent des pierres et des branches pour forcer ce singe timide à se montrer. Les électrocutions sur les lignes électriques ne sont pas rares. Diverses épidémies et la fièvre jaune ont aussi contribué à la diminution du stock. Enfin, les conditions climatiques jouent leur rôle. Ainsi, en août 1993, l’ouragan Gert a dévasté le quart de la forêt du PN de Manuel Antonio. L’ouragan Caesar en juillet 1996 a également causé beaucoup de dégâts. Toutefois, ces catastrophes naturelles n’ont pas que des inconvénients : en détruisant la forêt mature, elles permettent la repousse d’une végétation favorable à ces petits singes. En effet, les habitats dégradés en régénérescence profitent bien à l’espèce dans la mesure où les insectes (notamment les sauterelles), sa nourriture préférée, y abondent. A contrario, la déforestation implique une fragmentation (routes, etc.) hautement préjudiciable à cette espèce arboricole qui a besoin d’un couvert végétal continu.

## Effectifs
~ 2000 (S. o. citrinellus). ~ 4000 (S. o. oerstedii).

## Conservation
Saïmiri d’Amérique centrale à couronne noire (S. o. oerstedii) : PN de Corcovado et PN de Golfito (Costa Rica). PN du Golfe de Chiriquí (Panamá).
Saïmiri d’Amérique centrale à couronne grise (S. o. citrinellus) : PN de Manuel Antonio (Costa Rica).
Le Saïmiri d’Amérique centrale à couronne noire (S. o. oerstedii) ne survit que sur une minuscule partie de son aire originelle qui s’étendait naguère depuis les forêts humides de plaine de la côte pacifique dans la province de Puntarenas (incluant la péninsule d’Osa) jusqu’au Panamá dans les provinces de Chiriquí et Veraguas. Un ou deux groupes survivraient sur le versant panaméen de la péninsule de Burica (forêt d’El Chorogo dans le PN du Golfe de Chiriquí). Côté costaricien, on compte 2000 à 3000 individus dont environ 500 pour le seul PN de Corcovado (418 km2) avec une quinzaine de troupes dispersées dans et aux alentours du parc. Le récent PN de Golfito (28 km2), également à l’extrême sud du pays, pourrait constituer un nouveau refuge (~60 individus).
Le Saïmiri d’Amérique centrale à couronne grise (S. o. citrinellus) est essentiellement restreint aux alentours du PN de Manuel Antonio, un sanctuaire végétal côtier situé à Quepos (120 km au sud de San José). On y recense quelque 580 saïmiris placés sous constante surveillance et jusqu’à 1200 en comptant les spécimens vivant aux alentours. Ailleurs, cette sous-espèce est dispersée sur une cinquantaine de sites dans des fragments de forêt. 500 à 1000 individus survivraient dans les collines basses entre le Cerro Dota (haut Río Parrita) et le Cerro Herradura (juste au nord de San Isidro), ainsi que plus au sud dans les mangroves du delta formé par les fleuves Terraba et Sierpe. Ce sont souvent des micropopulations de moins de 50 individus, non viables à long terme, hormis celle qui vit dans l’interfluve Río Naranjo au nord et Río Savegre-División au sud (ce secteur se trouve juste au sud du parc Manuel Antonio).
À Manuel Antonio, le Jardín Gaia, aujourd’hui restreint à une activité botanique par le gouvernement, fut pendant près d’une décennie un précieux refuge pour les primates abandonnés ou blessés qui recueillait les saïmiris d’Amérique centrale, les capucins à face blanche (Cebus capucinus) et les pinchés à crête blanche (Saguinus oedipus).

## Statut
En danger.
Saïmiri d’Amérique centrale à couronne grise (S. o. citrinellus) : en danger critique d’extinction.
Saïmiri d’Amérique centrale à couronne noire (S. o. oerstedii) : en danger.